# Заслуженный деятель искусств Республики Беларусь
Почётное звание «Заслуженный деятель искусств Республики Беларусь» (бел. Заслужаны дзеяч мастацтваў Рэспублікі Беларусь) — государственная награда Беларуси. Учреждена Постановлением Верховного Совета Республики Беларусь от 13 апреля 1995 года № 3726-XII На сегодняшний день данное Постановление заменено Законом Республики Беларусь от 18 мая 2004 года № 288-З.

## Положение о звании

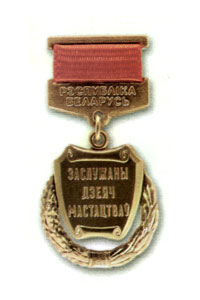
Изображение награды до 2020 года

Звание присваивается высокопрофессиональным режиссёрам, балетмейстерам, дирижёрам, хормейстерам, композиторам, драматургам, художникам, архитекторам, дизайнерам, искусствоведам и другим деятелям искусств, работающим в области искусства пятнадцать и более лет и внесшим значительный вклад в развитие культуры и искусства, за большие заслуги в воспитании и подготовке творческих кадров, создании научных трудов.
Звание присваивает Президент Республики Беларусь.

## Описание нагрудного знака (до 2020 года)
Знак имеет форму круга диаметром 24 мм, который представляет собой венок из лавровых и дубовых листьев. В центре знака расположена накладка с рельефным изображением листа с текстом, соответствующим званию. Обратная сторона знака имеет гладкую поверхность.
Знак, изготовленный из томпака с позолотой. при помощи ушка и кольца соединяется с колодкой шириной 20 мм и высотой вместе с ушком 18 мм, колодка обтянута муаровой лентой красного цвета. В нижней части колодки расположена надпись «Республика Беларусь».

## Список граждан, получивших звание «Заслуженный деятель искусств Республики Беларусь»
- Авдеев, Олег Тихонович (род. 1926) (1976)
- Анисенко, Валерий Данилович (1991)
- Аладова, Елена Васильевна (1907-1986)
- Алай, Анатолий Иванович (род. 1940)
- Аракчеев, Борис Владимирович (1996) (1926-2013)
- Барановский, Анатолий Васильевич (1992) (1937-2017)
- Беров, Моисей Залманович (1967) (1909-2003)
- Бразер, Абрам Маркович (1940) (1892-1942)
- Бондарчук, Николай Трофимович (2020)
- Вавилов, Александр Дмитриевич (род. 1951) (2019)
- Вагнер, Генрих Матусович (1922-2000) (1963)
- Васильев, Виктор Игоревич (род. 1958) (2020)
- Витинг, Евгений Эдуардович (1955) (1884-1959)
- Волков, Николай Михайлович (2013) (1943—2022)
- Гольдфельд, Виктор Маркович (1980) (1894-1982)
- Грубин, Натан Борисович (1940) (1893-1945)
- Гуткович, Александр Захарович (1981) (1920-1989)
- Дятлова, Александра Евгеньевна (2020)
- Ефимов, Василий Александрович
- Заспицкий, Андрей Михайлович (1977) (1924-2019)
- Зеленкова, Анна Павловна (1995) (1923-2010)
- Игнатьев, Евгений Алексеевич (1978) (1936-2010)
- Кириллов, Николай Степанович (1991) (1930-2007)
- Кобец, Григорий Яковлевич (1935) (1898-1990)
- Козак Александр Александрович
- Колядко, Николай Сергеевич
- Кругер, Яков Маркович (1939) (1869-1940)
- Кудревич, Владимир Николаевич (1944)
- Кудревич, Раиса Владимировна (1919-2000) (1968)
- Лангбард, Иосиф Григорьевич (1934) (1892-1951)
- Лойко, Георгий Валентинович (2020)
- Лях, Лев Поликарпович
- Мдивани, Андрей Юрьевич (1982) (1937-2021)
- Мурахвер, Владимир Семёнович (1990)
- Нефёд, Владимир Иванович (1975) (1916-1999)
- Никифоров, Вячеслав Александрович (род. 1942) (1981)
- Оловников, Владимир Владимирович (1919-1996)
- Опиок, Николай Афанасьевич (род. 1935)
- Подковыров, Пётр Петрович (1957) (1910-1977)
- Поплавский, Константин Иосифович  ,(1912-1984)
- Пукст, Григорий Константинович (1900-1960)
- Рахленко, Валентина Леонидовна (1995)
- Рыбарев, Валерий Павлович (род. 1939) (1990)
- Садкович, Николай Фёдорович (1907-1968) (1944)
- Сацура, Николай Владимирович (1952-2024)
- Ситница, Григорий Семёнович (2020)
- Скороходов, Владимир Павлович (род. 1939) (1997)
- Степанов, Борис Михайлович (1927-1992) (1974)
- Товстик, Владимир Антонович (род. 1949) (1990)
- Туренков, Алексей Евлампиевич (1886-1958) (1940)
- Файнциммер, Александр Михайлович (1906-1982) (1935)
- Фигуровский, Николай Николаевич (1923-2003) (1964)
- Финский, Александр Михайлович (род. 1953) (2021)
- Холод, Галина Ивановна (1998)
- Цветков, Юрий Николаевич (1941-2011) (1991)
- Цеслюк, Владимир Владимирович
- Чертович, Александр Иванович
- Щемелёв, Леонид Дмитриевич (1977) (1923-2021)
- Шаталов, Виктор Михайлович
- Шеломенцева, Людмила Сергеевна
- Ясинский, Ричард Здиславович